# San Vitale (Rom)
Die Kirche Santi Vitale, Valeria, Gervasio e Protasio, mit vollem Namen Santi Vitale e Compagni martiri in Fovea oder kurz San Vitale, ist eine Kirche in Rom. Sie ist Pfarrkirche, Stationskirche sowie Titelkirche der römisch-katholischen Kirche und steht im Rang einer Basilica minor.

## Lage
Die Kirche lag ursprünglich am vicus longus, der heutigen Via Nazionale im I. römischen Rione Monti, etwa 300 Meter östlich des Quirinalspalastes.

## Baugeschichte

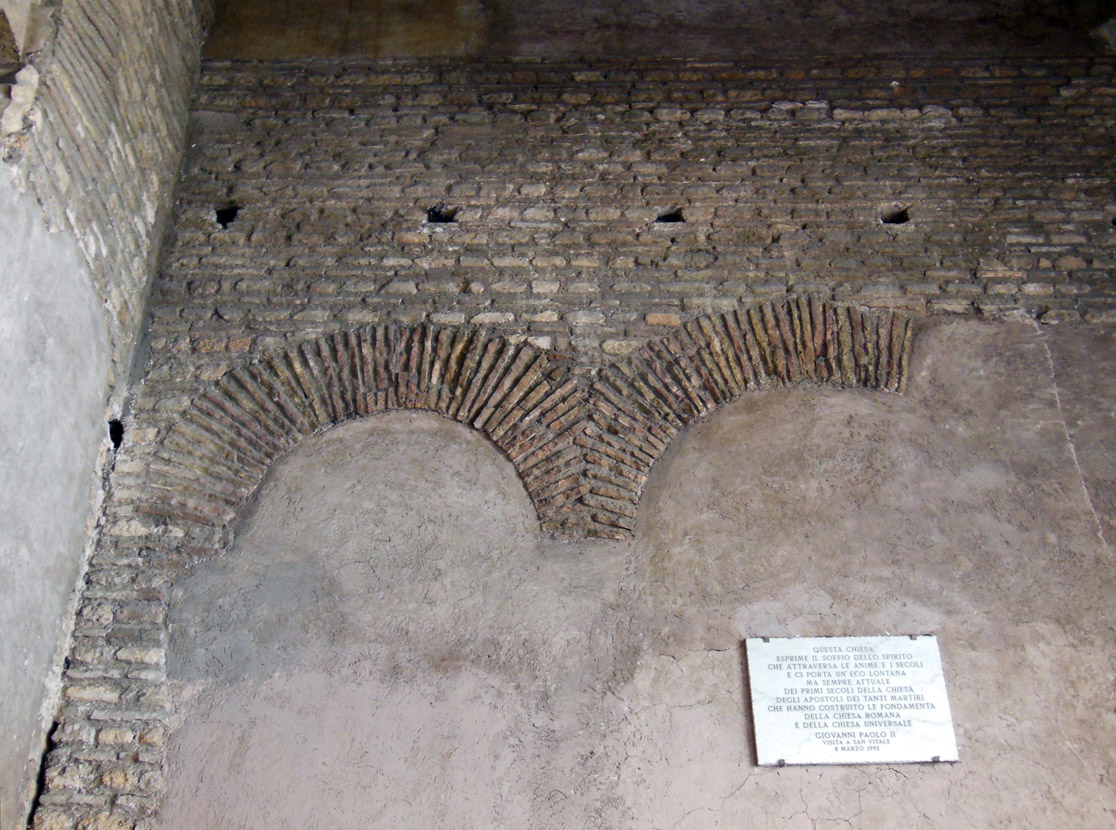
Außenmauer

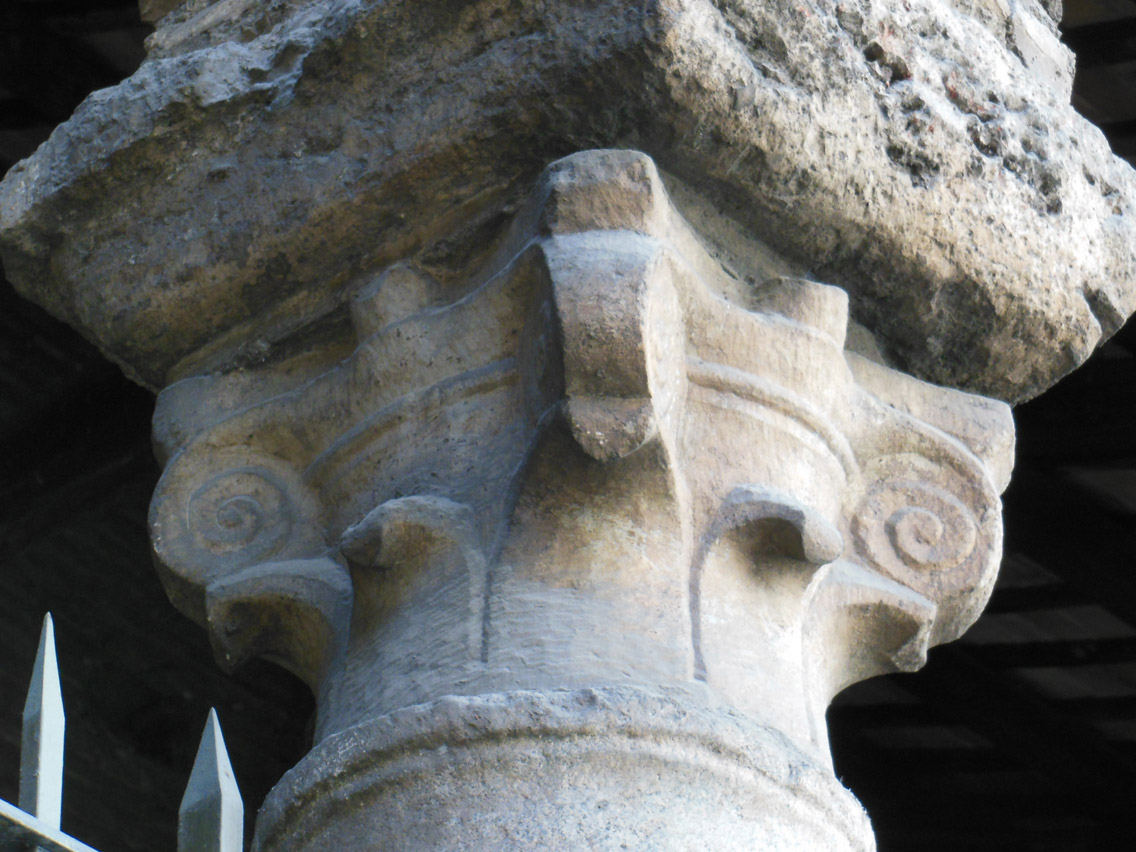
Kapitell

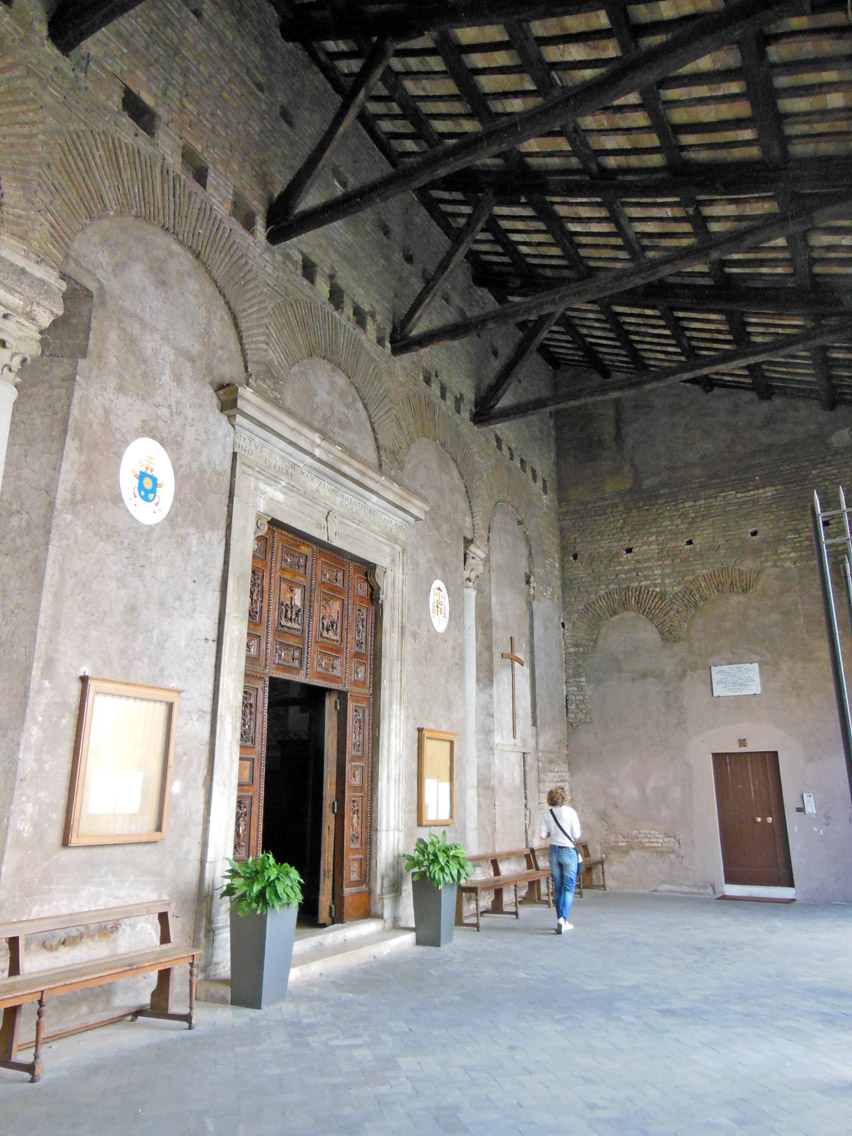
Vorhalle innen

Unter Papst Innozenz I. (401–417) wurde von 408 bis 412 unter Leitung der  Presbyter Ursicinus und Leopardus gemeinsam mit dem Diakon Livianus eine neue Gemeindekirche errichtet. Die Mittel zum Erwerb des Grundstücks und für den Kirchenbau stammten aus einer Schenkung der prominenten Römerin Vestina (illustris femina Vestina), wie im Liber Pontificalis berichtet wird. Hierzu weist Hugo Brandenburg darauf hin, es sei bemerkenswert, dass die Errichtung des Kirchenbaus zu dieser Zeit bereits in den Händen von Klerikern lag, die im Auftrag des Bischofs von Rom die Mittel zu verwalten und die Bauten zu planen und durchzuführen hatten.
Bei dieser frühchristlichen Kirche handelt es sich um einen Neubau, der nicht aus einem vorhergehenden Gemeindesaal (ecclesia domestica) hervorgegangen ist. Es war eine dreischiffige Basilika
mit Apsis im Westen und einer Portalvorhalle im Osten.
Wie dem Liber Pontificalis zu entnehmen ist, ließ Papst Leo III. (795–816) jede dritte der insgesamt 14 Säulen des Mittelschiffs durch einen Pfeiler ersetzen. Nach weiteren Restaurierungen im 12. und 13. Jahrhundert wurde die Kirche 1475 unter Papst Sixtus IV. (1471–1484) in eine einschiffige Saalkirche umgebaut.
Anfang des 17. Jahrhunderts erhielt sie eine neue Innenausstattung im Stil dieser Epoche. 1859 wurde sie restauriert und 1958 versetzte man die Vorhalle wieder in den ursprünglichen Zustand.
Die Kirche unterstand für fast dreihundert Jahre, von 1598 bis 1880 den Jesuiten.

## Namensgebung und Patrozinium
Sowohl die Namen der Kirche als auch die Kirchenpatrone haben mehrfach gewechselt.
Papst Innozenz I. weihte die Kirche um 412 als basilica sanctorum Gervasi et Protasi, also den Hl. Gervasius und Protasius, und erhob sie zur Titelkirche mit der Bezeichnung Titulus Vestinae. Beide Bezeichnungen waren bis 499 nebeneinander gebräuchlich. Im Jahr 595 wurde dann erstmals der bis heute übliche Name Titulus sancti Vitalis benutzt. Auch im Katalog von Einsiedeln (Ende 8. Jahrhundert) wird die Bezeichnung Sancti Vitalis in Vico Longo benutzt.
Das Patrozinium der aus Mailand stammenden Märtyrer Gervasius und Protasius und das endgültige Patrozinium des Märtyrers Vitalis  lassen sich dadurch erklären, dass Bischof Ambrosius von Mailand (339–397) zunächst 386 die Gebeine der Brüder Gervasius und Protasius in Mailand erheben und in die Basilika mit dem heutigen Namen S. Ambrogio überführen ließ, und dass 396 in seiner Gegenwart auch die Reliquien von Vitalis auf dem jüdischen Friedhof in Bologna aufgefunden und ebenfalls nach Mailand überführt worden waren. Die Verbindung der Namen der Brüder Gervasius und Protasius mit Vitalis ist demnach rein zufällig „und zum Teil darauf zurückzuführen, dass Galla Placidia 409 die Reliquien aller drei Heiligen aus Mailand nach Bologna überführen ließ, woraufhin sie immer in engem Zusammenhang genannt wurden.“ Verehrung und Kult des Märtyrers Vitalis verbreiteten sich seit Ende des 4. Jahrhunderts schnell, wie die Beispiele in Ravenna und Rom zeigen.

## Äußeres
Die Kirche liegt heute etwa 6 Meter unter dem Straßenniveau der Via Nazionale, von wo 35 Stufen einer breiten Steintreppe auf den kleinen Vorplatz führen.
Die um 410 errichtete dreischiffige Säulenbasilika mit halbkreisförmiger Apsis war ca. 51 m lang. Je 14 Granitsäulen mit korinthischen Kapitellen trugen Arkaden und Obergaden mit Rundbogenfenstern unter offenem Dachstuhl. Mittelschiff und Vorhalle waren durch fünf Arkaden getrennt. Ursprünglich soll zu der Kirche auch ein eigenes Baptisterium gehört haben.
Unter Papst Sixtus IV. (1585–1590) wurde die frühchristliche Basilika unter Beibehaltung von Langhaus und Apsis in eine einschiffige große Saalkirche umgewandelt (um 1475). Nach Abriss der beiden Seitenschiffe bildeten die vermauerten Arkaden des Langhauses die neuen Außenwände mit je drei hochrechteckigen Fenstern.
Von dem frühchristlichen Bau sind heute noch sichtbar: Auf der rechten Außenseite die Langhauswand mit den 1475 zugemauerten Arkadenbogen, Säulen und Kapitellen des ehemaligen Mittelschiffs, die mächtigen, heute durch Strebebogen abgesicherten Apsismauern sowie die Vorhalle mit den Granitsäulen und die unteren Teile der Fassade.
Die Portalvorhalle hatte je vier Granitsäulen mit eigens hierfür angefertigten Kompositkapitellen sowohl an der Außenseite als auch in dem ursprünglich offenen Zugang zum Kirchenschiff. Die marmornen Kapitelle sind mit Akanthusblättern geschmückt.
Das Portal der Kirche enthält seit Anfang des 17. Jahrhunderts eine hölzerne Doppeltür mit geschnitzten Reliefs, auf denen Szenen aus dem Leben des hl. Ignatius von Loyola und Marterszenen dargestellt sind, darunter von Gervasius, Protasius und Vitalis.

## Inneres

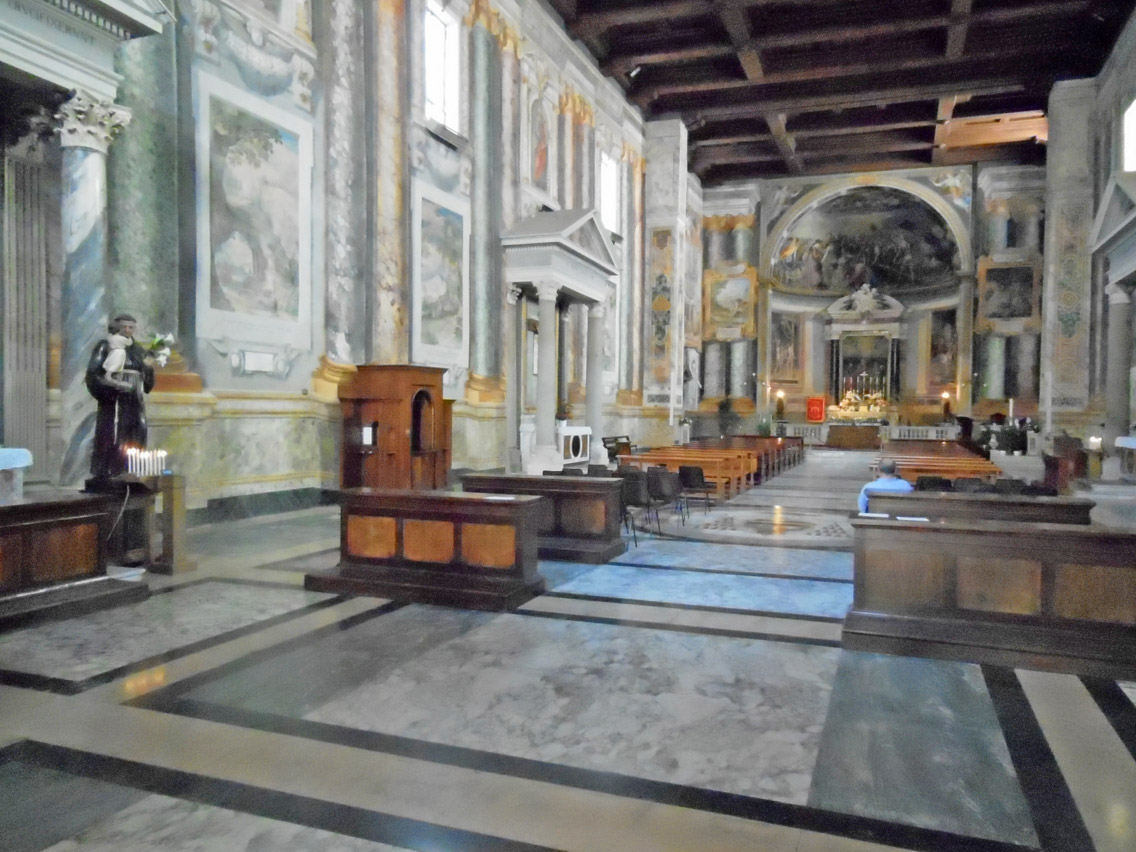
Das Innere der Kirche

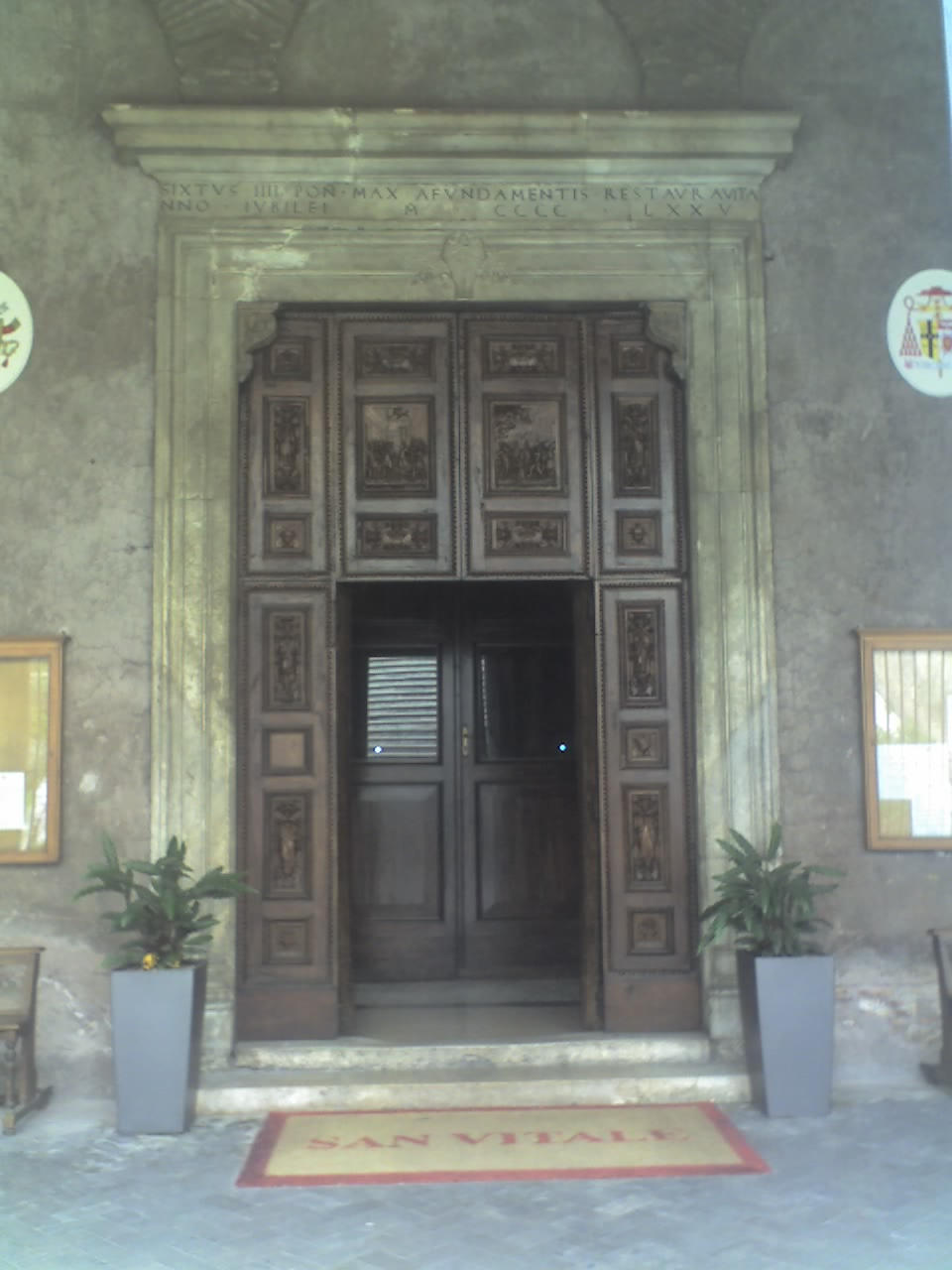
Portal mit Reliefs des 18. Jahrhunderts

Der Längsraum des ehemaligen Mittelschiffs geht über in das um zwei Stufen erhöhte Presbyterium und mündet in einer halbrunden Apsis, die bei der Umgestaltung Ende des 16. Jahrhunderts durch eine Innenmauer verstärkt und dadurch eingeengt worden ist. Die Kassettendecke mit Malereien wurde um 1600 eingezogen. Jeweils links und rechts an den Wänden befinden sich zwei Seitenaltäre in Ädikulaform vom Anfang des 17. Jahrhunderts.
Die Fresken an den Wänden stellen Märtyrerszenen in Landschaften und Scheinarchitektur dar. Nach neueren Erkenntnissen wurden sie zwischen 1595 und 1610 von Tarquinio Ligustri aus Viterbo und Annibale Priori ausgeführt; die ältere Literatur schrieb die Wandmalereien Gaspard Poussin und Cavalier d’Arpino zu. Die Fresken im Altarraum von Agostino Ciampelli stellen Steinigung und Marter des hl. Vitalis dar (toskanischer Manierismus von Anfang des 17. Jahrhunderts).

## Kardinalpriester
Liste der Kardinalpriester von Santi Vitale, Valeria, Gervasio e Protasio
Aktueller Titelinhaber ist Adam Joseph Maida.